# Daiki Yagishita
Daiki Yagishita (jap. 柳下 大樹, Yagishita Daiki; * 9. August 1995 in der Präfektur Saitama) ist ein japanischer Fußballspieler.

## Karriere
Daiki Yagishita erlernte das Fußballspielen in der Schulmannschaft der Teikyo High School. Seinen ersten Vertrag unterschrieb er 2014 bei Matsumoto Yamaga FC. Der Verein aus Matsumoto,  einer Stadt in der Präfektur Nagano im Zentrum von Honshū, der Hauptinsel von Japan, spielte in der zweithöchsten japanischen Liga, der J2 League. Ende 2014 wurde er mit dem Club Vizemeister der J2 und stieg in die erste Liga auf. Nach nur einer Saison musste er Ende 2015 wieder den Weg in die Zweitklassigkeit antreten. Von 2014 bis 2015 spielte er 22-mal in der J.League U-22 Selection. Diese Mannschaft, die in der dritten Liga, der J3 League, spielte, setzte sich aus den besten Nachwuchsspielern der höherklassigen Vereine zusammen. Das Team wurde mit Blick auf die Olympischen Sommerspiele 2016 in Rio de Janeiro gegründet. Die Auswahl der Spieler erfolgte auf wöchentlicher Basis aus einem Pool, für den jeder Verein förderungswürdige Talente benennen konnte; die Zusammensetzung der Mannschaft variierte daher sehr stark von Spiel zu Spiel. Ende 2016 verließ er den Club und schloss sich dem Drittligisten Kataller Toyama aus Toyama an. Nach insgesamt 127 Ligaspielen, in denen er 13 Treffer erzielte, wechselte er im Januar 2024 zu dem ebenfalls in der dritten Liga spielenden Vanraure Hachinohe.

## Erfolge
Matsumoto Yamaga FC
- Japanischer Zweitligavizemeister: 2014